# Lagotis globosa
Lagotis globosa är en grobladsväxtart som först beskrevs av Wilhelm Sulpiz Kurz, och fick sitt nu gällande namn av Joseph Dalton Hooker. Lagotis globosa ingår i släktet Lagotis och familjen grobladsväxter. Inga underarter finns listade i Catalogue of Life.